# Kirill Koulemine
Pour les articles homonymes, voir Koulemine.

a Compétitions nationales et continentales officielles uniquement.

b Matchs officiels uniquement.
Dernière mise à jour le 30 juin 2020.
Kirill Leonidovitch Koulemine (en russe : Кирилл Леонидович Кулёмин, transcription anglaise : Kirill Kulemin), né le 13 octobre 1980, est un joueur international russe de rugby à XV qui évolue au poste de deuxième ligne. Il commence sa carrière par le rugby à XIII en jouant pour le Dynamo de Moscou et l'équipe nationale russe, avant de se tourner au rugby à XV et de venir jouer en France avec le SU Agen de 2004 à 2008 puis le Castres olympique de 2008 à 2012 avant d'aller au London Welsh

## Carrière
Lors de la saison 2003-04, il fait partie de la première équipe russe qui remporte un match en Coupe d'Angleterre de rugby à XIII. Il représente également la Russie lors du tournoi de rugby à VII à Sydney au mois de janvier 2004.
Avec le SU Agen, il joue dans le Top 14 et dispute le Challenge européen. Il obtient sa première cape avec le XV russe le 15 février 2006 à l'occasion d'un match contre le Portugal.
- Dynamo Moscou (rugby à XIII)
- 2004-2008 : SU Agen
- 2008-2012 : Castres olympique
- 2012-2014 : London Welsh
- 2014-2016 : USA Perpignan